# 列维·艾希科尔
列维·艾希科尔（Levi Eshkolⓘ；出生名：列维·什科尔尼克，1895年10月25日—1969年2月26日） 以色列第三任总理（1963–1969）。1952年–1963年任财政部长。1984年前的5000谢克尔紙幣和1985年发行的5谢克尔纸币上的肖像是列维·艾希科尔。1969年，在总理任内因心肌梗塞去世。

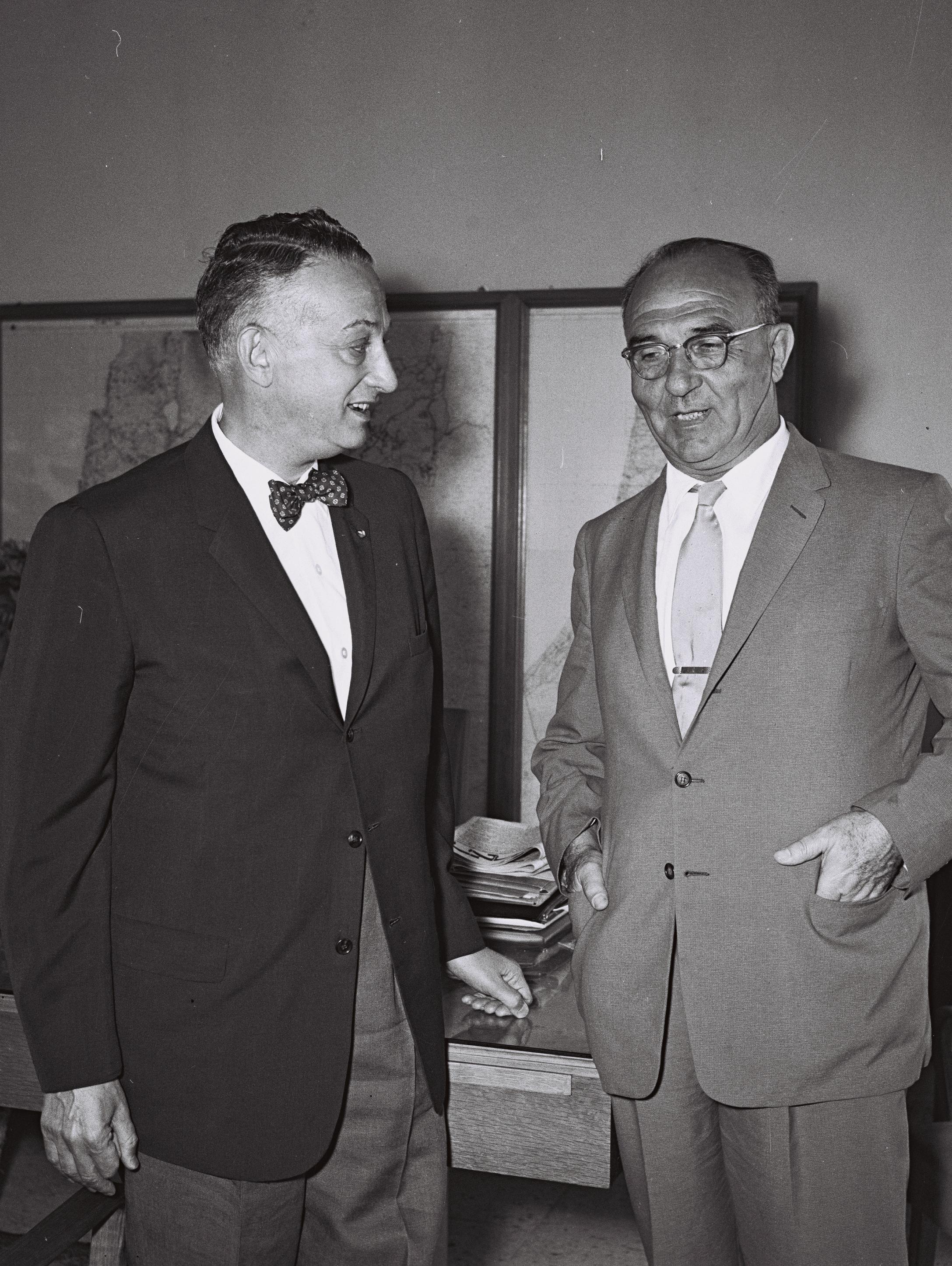
以色列财政部长艾希科尔（右）会见小阿瑟·莱维特（左），约州审计署 (1959)

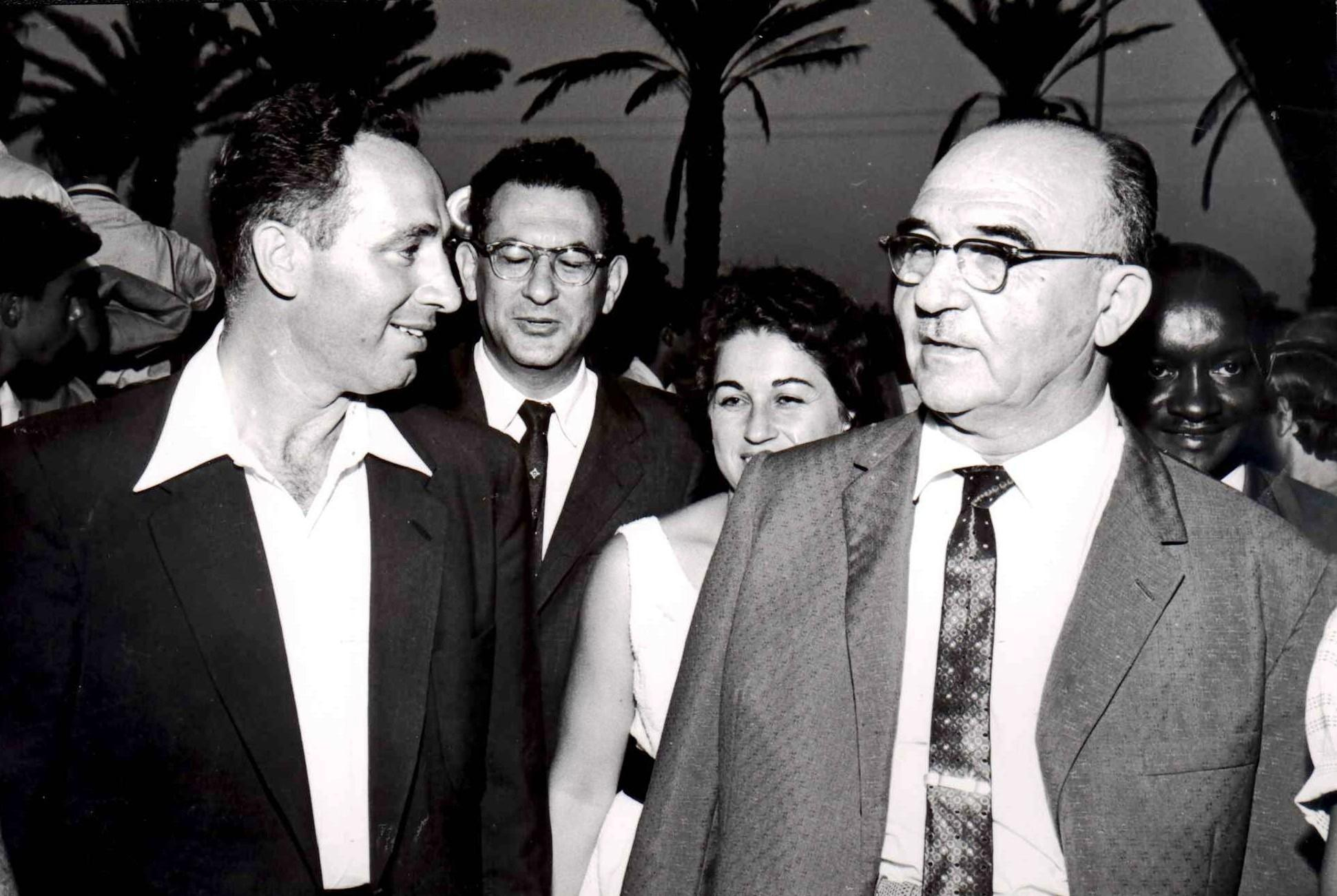
艾希科尔和西蒙·佩雷斯 (1963－68)

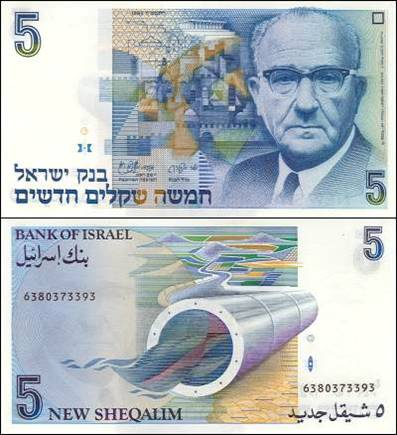
以色列5谢克尔纸币上的艾希科尔头像

## 生平
列维·艾希科尔(什科尔尼克)出生于俄罗斯帝国基辅省奥拉托夫的一个犹太人小村shtetl（位於今乌克兰文尼察州）。他母亲Dvora Krasnyansky是一位哈西德派犹太人，父亲Joseph Shkolnik则属于密那德派（Mitnagdim）。艾希科尔从小就接受犹太教传统教育。
1914年，艾希科尔移居奥斯曼帝国的巴勒斯坦，1915 - 17年他是犹太工人联盟领导人之一。第一次世界大战期间，他加入英國陸軍犹太军团。
艾希科尔加入Deganya Bet的集体农庄，并和Rivka Maharshek结婚。1924年他们的女儿诺亚出生后不久，他们便离婚了。艾希科尔的第二个妻子是Elisheva Kaplan，两人有三个孩子：Dvora、Ofra和Tama。
1948年以色列国建立前，艾希科尔是哈加纳武装小组的高层成员之一，负责购买武器。1948年阿以战争以色列获得胜利，艾希科尔出任以色列国防部总司長（1950 - 1951）。
以色列立国后，艾希科尔在1951年当选劳动党国会议员，并出任农业部长。
1952年财政部长埃利泽·卡普兰去世后，他接任财政部长。此后他作为劳动党的杰出的人物，經戴维·本-古里安总理指定为继任者。

## 總理
1963年6月建國總理本-古里安辞职后，艾希科尔当选党主席，随后被任命为总理。然而不久他因本-古里安坚持调查拉冯事件（十年前以色列在埃及的秘密行动）两人关系发生激烈对立。本-古里安在1965年6月率领自己的学生退黨另立拉菲党（Rafi）。与此同时，艾希科尔的劳动党与劳工团结党（Ahdut HaAvoda）合并为结盟党（HaMa'arakh），艾希科尔任党首。1965年11月大選，结盟党在选举中击败拉菲党，艾希科尔的领导地位得到巩固。然而本-古里安利用其以色列国父的影响力，继续破坏艾希科尔的权威，把他描绘成一个不能解决以色列安全困境的懦弱政治人物。
艾希科尔任总理后致力于改善以色列外交，与西德在1965年建立邦交，与苏联发展文化关系，使得一些苏联犹太人移民以色列。他是第一个任內访问美国的以色列总理，在1964年5月对美国进行国事访问。他与林登·约翰逊总统关系密切，得到美国在政治和军事上的支持，使得以色列能在1967年6月的六日战争中获得重大胜利。

## 去世
在六日战争之后，艾希科尔的健康情况逐渐下降，1969年2月因心脏病突然去世，享壽73岁。

## 紀念
在贝尔谢巴附近艾希科尔国家公园以他的名字命名。2005年，他被选为最伟大的以色列人之一，排名86位。以色列新闻网站“Ynet”的一项调查中确定他是公众心目中的200位最伟大的以色列人之一。

## 延伸阅读
- Avner, Yehuda. . 2010. ISBN 978-1-59264-278-6. A first-hand account by Eshkol's English speechwriter.
- Dov Medved, Levi Eshkol, State and Party, 1948–1953, Ben-Gurion University of the Negev, 2004 (Hebrew with English summary).